# Belgia na Mistrzostwach Świata w Lekkoatletyce 2013
Belgia na Mistrzostwach Świata w Lekkoatletyce 2013 – reprezentacja Belgii podczas mistrzostw świata w Moskwie liczyła 13 zawodników.

## Występy reprezentantów Belgii

### Mężczyźni

#### Konkurencje biegowe
| Konkurencja        | Zawodnik                                                                  | Runda 1      | Runda 1 | Półfinał   | Półfinał | Finał      | Finał   |
| Konkurencja        | Zawodnik                                                                  | Rezultat     | Pozycja | Rezultat   | Pozycja  | Rezultat   | Pozycja |
| ------------------ | ------------------------------------------------------------------------- | ------------ | ------- | ---------- | -------- | ---------- | ------- |
| Bieg na 400 m      | Jonathan Borlée                                                           | 45,24        | 9. Q    | 44,85 (SB) | 7. Q     | 44,54 (SB) | 4.      |
| Bieg na 400 m      | Kévin Borlée                                                              | 45,32        | 10. Q   | 45,03      | 9.       | NQ         | NQ      |
| Bieg na 1500 m     | Pieter-Jan Hannes                                                         | 3:40,39      | 25.     | NQ         | NQ       | NQ         | NQ      |
| Bieg na 10 000 m   | Bashir Abdi                                                               | —            | —       | —          | —        | 28:41,69   | 23.     |
| Sztafeta 4 × 400 m | Jonathan Borlée Kévin Borlée Dylan Borlée Will Owoye Antoine Gillet (el.) | 3:00,81 (SB) | 5. q    | —          | —        | 3:01,02    | 5.      |

#### Konkurencje techniczne
| Konkurencja   | Zawodnik                | Finał     | Finał   |
| Konkurencja   | Zawodnik                | Rezultat  | Pozycja |
| ------------- | ----------------------- | --------- | ------- |
| Dziesięciobój | Thomas Van der Plaetsen | 8255 (PB) | 15.     |

### Kobiety

#### Konkurencje biegowe
| Konkurencja                | Zawodniczka     | Runda 1  | Runda 1 | Półfinał | Półfinał | Finał    | Finał   |
| Konkurencja                | Zawodniczka     | Rezultat | Pozycja | Rezultat | Pozycja  | Rezultat | Pozycja |
| -------------------------- | --------------- | -------- | ------- | -------- | -------- | -------- | ------- |
| Bieg na 5000 m             | Almensch Belete | 16:03,03 | 16.     | —        | —        | NQ       | NQ      |
| Bieg na 100 m przez płotki | Anne Zagré      | 12,94    | 8. Q    | DSQ      | DSQ      | NQ       | NQ      |
| Bieg na 100 m przez płotki | Sara Aerts      | DNS      | DNS     | NQ       | NQ       | NQ       | NQ      |
| Bieg na 400 m przez płotki | Axelle Dauwens  | 56,85    | 21.     | NQ       | NQ       | NQ       | NQ      |

#### Konkurencje techniczne
| Konkurencja | Zawodniczka      | Finał    | Finał   |
| Konkurencja | Zawodniczka      | Rezultat | Pozycja |
| ----------- | ---------------- | -------- | ------- |
| Siedmiobój  | Nafissatou Thiam | 6070     | 14.     |